# 대니엘 처크런
대니엘 처크런(Danielle Chuchran, 1993년 6월 9일 ~ )은 미국의 배우이다.

## 출연 작품
- 초능력 에볼루션 (2017)
- 라이엇 (2015)
- 파이어 시티: 엔드 오브 데이즈 (2015)
- 노웨어 세이프 (2014)
- 우주전쟁 : 지구 최후의 날 (2014)
- 스톰 라이더 (2013)
- 드래곤 로어 : 그림자의 저주 (2013)
- 헌트 (2013)
- 12 독스 오브 크리스마스: 그레이트 퍼피 레스큐 (2012)
- 오사마 좀비 (2012)
- 센스 앤 센서빌리티 (2011)
- 스노우 비스트 (2011)
- 유어 소 큐피드! (2010)
- 더 와일드 스탤리온 (2009)
- 마이너 디테일스 (2009)
- 세이빙 사라 케인 (2007)
- 더 캣 (2003)
- 핸드카트 (2002)
- 리틀 시크릿 (2001)

### 텔레비전
- 더 볼드 앤 더 뷰티풀 (2006)